# Siegmund Conrad von Eybesfeld
Siegmund Conrad von Eybesfeld (11. srpna 1821 zámek Kainberg u Kumbergu ve Štýrsku – 9. července 1898 Štýrský Hradec) byl rakousko-uherský, respektive předlitavský státní úředník a politik, v letech 1880–1885 ministr kultu a vyučování Předlitavska.

## Biografie
Vystudoval Vídeňskou univerzitu a Univerzitu ve Štýrském Hradci, získal titul doktora práv. Od roku 1841 působil ve státních službách. V roce 1852 se stal vedoucím okresního hejtmanství v Leibnitz, potom v Mariboru. Roku 1853 byl jmenován místodržitelským radou v Temešvár, v roce 1854 v Miláně a roku 1857 usedl na post dvorního rady a zástupce chorvatského bána. V roce 1861 přešel na pozici zástupce místodržícího v Terstu, v roce 1866 v Benátkách. V roce 1867 se stal zemským prezidentem (místodržícím) Kraňska, v období let 1871–1872 byl místodržícím Horních Rakous (zde i předsedou zemské školské rady), následně až do roku 1880 místodržícím Dolních Rakous. Byl rovněž předsedou různých komisí a organizací.
16. února 1880 se stal ministrem kultu a vyučování Předlitavska ve vládě Eduarda Taaffeho. Ministerstvo vedl do 5. listopadu 1885.
Ve volbách do Říšské rady roku 1885 získal i mandát v Říšské radě (celostátní zákonodárný sbor), kde reprezentoval kurii venkovských obcí, obvod Suceava, Rădăuți atd. v korunní zemi Bukovina.. Na poslanecký mandát rezignoval, protože byl po odchodu z ministerské funkce povolán za doživotního člena Panské sněmovny (nevolená horní komora Říšské rady).
Zemřel v červenci 1898.